# Санарпоси
Санарпо́си (чув. Сăнарпуç) — деревня в Вурнарском районе Чувашской Республики. Административный центр Санарпосинского сельского поселения.

## География
Находится в центральной части Чувашии, на расстоянии приблизительно 2 км на север-северо-восток по прямой от районного центра поселка Вурнары.

## История
Известна с 1858 года как околоток деревни Большая Абызова (ныне не существует) с 350 жителями. В 1897 году было учтено 599 жителей, в 1926—219 дворов, 859 жителей, в 1939—832 жителя, в 1979—664. В 2002 году было 168 дворов, в 2010—143 домохозяйства. В 1930 образован колхоз «Новые Санары», в 2010 действовало ООО "Агрофирма «Санары».

## Население
Постоянное население составляло 446 человек (чуваши 98 %) в 2002 году, 400 в 2010.